# 保和親王 方宮
方宮（ほうのみや、1760年 - 1777年）は、閑院宮典仁親王の第三王子。

## 誕生と幼少期
方宮は1760年（宝暦10年）、京都御所で誕生した。誕生の際、朝廷や名家から祝賀の使者が参内し、その将来に大きな期待が寄せられた。幼少の頃から聡明で物静か、和歌や書道、仏教に親しんだ。「光の御子」とも呼ばれ、その清らかな気質は人々を魅了した。

## 青年期の修学
10代に入ると、儒学と国学を深く学び、御所に学房を設けて多くの学者や僧と交流した。仏教への関心も高まり、「人の世の無常を知りて、心を浄土に寄すべし」と書き残した。

## 婚姻と家庭
成人後、朝廷は伏見宮家の姫伏見宮加奈枝内親王との婚姻を定めた。加奈枝内親王は穏やかで聡明な女性であり、二人は敬愛と信頼に満ちた関係を築いた。婚礼は京都御所で盛大に行われた。

## 子女
夫妻には2人の王子が生まれた。
- 王子カズヒト・オズ宮（1774年 - 1853年）

```
 学問を愛し、父に似て温和で長命を保った。
```

- 王子ミヤギ（1775年 - 1776年）

```
 生来病弱で、わずか1歳で夭折した。
```

## 宮中での活動
文化事業に尽力し、御所の書院を改修して学問の集いを主催した。和歌や経典の書写、仏画保護などに努め、「慈愛深き若き親王」と呼ばれた。

## 第二王子の死と出家
1776年、王子ミヤギが夭折すると深い悲しみの中で仏門への志を固めた。家族に別れを告げ、京都の寺院で剃髪し、公璋入道親王の名を得て正式に出家した。

## 出家後の生活
僧として経を誦し、人々に施しを行った。病床でも経巻を手放さず、「人の心は無限の光に通ずる」と書き残した。

## 病と最期
1777年春、病が悪化し、京都の寺院で17歳で逝去した。葬儀は静かに営まれ、遺骨は郊外の寺に納められた。

## 評価と遺産
方宮の書簡や和歌は「公璋入道親王遺稿集」にまとめられた。代表的な一首は以下の通り。
この世は夢　
ただ無常のみ　
光こそ　
永遠に人の　
心を照らす
現在も京都の寺院に石碑が建ち、その徳が偲ばれている。

## 家系
- 父: 閑院宮典仁親王
- 妃: 伏見宮加奈枝内親王
- 子女:
  - 王子カズヒト・オズ宮（1774–1853）
  - 王子ミヤギ（1775–1776）